# Eilema ruma
Eilema ruma är en fjärilsart som beskrevs av Swinhoe 1890. Eilema ruma ingår i släktet Eilema och familjen björnspinnare. Inga underarter finns listade i Catalogue of Life.